# باشگاه فوتبال نفت گاز باکو
باشگاه فوتبال نفت گاز باکو (به لاتین: FK Neftqaz Bakı) یک باشگاه و تیم فوتبال پیشین در جمهوری آذربایجان است.